# Туркменнефтегазстрой
Государственный концерн «Туркменнефтегазстрой» (Туркменнебитгазгурлушик) (туркм. «Türkmennebitgazgurluşyk» döwlet konserni) — упразднённая государственная компания, единый производственно-хозяйственный комплекс, осуществлявший сооружение объектов, обеспечивающих добычу и транспортировку углеводородного сырья с газовых, газоконденсатных и нефтяных месторождений на всей территории Туркменистана по заказу ГК «Туркменнефть», ГК «Туркменгаз» и других предприятий нефтегазового комплекса национальной экономики Туркмении.

## История
ГК «Туркменнефтегазстрой» образован указом президента Туркменистана 1 июля 1996 года на базе строительных трестов и организаций Министерства нефти и газа Туркменистана.
Упразднён Указом Президента Туркменистана 7 июля 2017 года. Правопреемником определён Государственный концерн «Туркменгаз».

## Структура
В состав концерна входили шесть трестов: «Балканнебитгазгурлушык», «Туркменнебитйоритегурнама», «Марынебитгазгурлушык», «Лебапнебитгазгурлушык», «Дашогузнебитгазгурлушык», «Туркменгундогарнебитгурлушык».